# 銀と金
『銀と金』（ぎんときん）は、福本伸行による日本の漫画作品。1992年から1996年まで『アクションピザッツ』（双葉社）に連載された。単行本は全11巻。「銀王」と呼ばれる裏社会のフィクサー、平井銀二と、それに見いだされて才能を開花させ、やがて銀を超える「金」になるという望みを抱くようになる青年、森田鉄雄というふたりの男を中心とした、株の仕手戦や政治家との裏取引などの駆け引き、殺人鬼や復讐に身を委ねた男との命を懸けた死闘、さらに福本が得意とするギャンブル勝負を描いた作品である。
物語中ところどころで語られる謎を残したまま休載というかたちで連載終了し、現在に至っても再開されていない。当初は銀二と森田を戦わせる展開で、物語を終わらせる予定だったと福本は語っている。
2005年12月から文庫版全8巻が出版されている。コンビニコミック版では金銭や経済情勢に関わる事象や事件などについてのコラム記事「マネーレポート」が掲載されている。2014年7月28日に単行本の新装版が発売された。
2017年1月からは、テレビ東京でドラマ化作品が放送された（後述）。

## ストーリー
第1話 - 第14話
競馬場で主人公の森田鉄雄が平井銀二に声をかけられるところから物語は始まる。典型的なギャンブル中毒者であった森田に、銀二は数個の段ボール箱をアパートまで運ぶ、簡単な仕事に誘う。怪しみながらもしぶしぶ仕事をこなした森田が銀二の隙を見て箱を開けると、そこには札束が詰め込まれていた。驚く森田を尻目に、銀二はそこへ集まった人々に次々と金を貸し付けていく。最後に、銀二は森田の前に貸付金の残りの札束を積み上げ、ある老人の殺害を依頼する。
答えあぐねる森田に対し、銀二は徐々に札束を減らしていく。森田はいったん立ち去るが、ふたたび銀二の前に戻り、「人殺しはできない、だけど裏社会で生きたい」と懇願する。そんな森田に、「その気持ちを忘れるな」と告げ、次の計画、日本旭との株の仕手戦の内容を話す。銀二と仲間たちは仕手戦を制し、政権与党である自由民政党の大物議員・伊沢や、帝日銀行の頭取である土門とも協力関係を取り付ける。
第15話 - 第21話
銀二は、知り合いの広瀬から森田を試す仕事を受ける。その依頼とは、暴力団が偶然捕まえた世間を騒がせている稀代の殺人鬼・有賀研二を警察との取引に使うため、引き渡しまで軟禁状態のまま見張る仕事だった。
有賀が捕らえられている部屋に案内された森田は、銀二から一丁の拳銃を受け取るが、その銃は銃弾が込められていない、脅しだけのものだった。その場は無事にやり過ごした森田だったが、交代した組員の不用意な行動から凶器を手に入れた有賀は、凄惨な殺戮を始める。組員たちは皆殺しにされ、残った森田も追い詰められてゆく。間一髪のところで、銀二が駆けつけて有賀をたやすく制圧し、瀕死の森田を病院に運ぶ。
第22話 - 第33話
有賀との戦いで九死に一生を得た森田は、そのまま入院生活を送っていた。周りから浮いた森田に、同室の患者やその知人は、まっとうな職を斡旋し足を洗うように勧めるが、森田はそれを一蹴し、改めて裏の社会で生きる決心を固める。そこへ現れた銀二に、確実に5千万円を取るか、それとも0か5億円のどちらかが入っているジュラルミンケースを選ぶかの選択を提示され、後者を選ぶが、銀二の巧みな誘導により、5億円を逃す。銀二が立ち去ったあと、手にしたケースのなかにはわずかな金と、「この金を5億にしろ」との指令が書かれた紙が残されていた。
街を放浪し、情報を手に入れるためにホテル内の喫茶店に入り浸るうち、森田は画廊の中条と稚拙な画力の美大生・青木との会話を耳にする。さらにその後、業界紙で土門が紹介していたセザンヌの絵画「ジャ・ド・ブッファンの眺め」（Jas de Bouffan）の記事を見たとき、ある作戦を思いつく。
その後、うまく中条と知り合いになった森田は、罠に嵌められかける。そこに現れて危機を救った男・川田と協力関係を結び、本格的に計画を進める。森田は土門のもとから入手したセザンヌの絵画を餌にして中条にギャンブルを持ちかけ、大金の入手に成功する。川田は今後も森田と協力しようとするが、森田は手段を選ばない川田のやり方を許せず、決別することになる。
第34話 - 第42話
森田は、銀二の「金は常に抱いていろ」との話に従い、2億円の現金をバッグに詰め、行く先も定めず街を放浪する。そんななか、出入りする喫茶店の店員・美緒から賭けポーカーで女の子と対戦し金と身体を賭けの対象にし、大勝ちしているという、有名企業の跡取りである西条ら三人組の噂を聞く。美緒たちの仲介で森田は西条に近づき、勝負に立ち会うが、金を盾に勝負を決めようとする西条に対し、森田はそれ以上の金を積み上げる。
その場は森田の勝ちで収まるが、西条は屈辱に燃え、青天井でのポーカーの勝負を挑み、森田もそれを受ける。その後、知り合いの女の子たちから情報を得た森田は、西条たちが何らかの不正をしていると踏むが、結局方法が分からないまま勝負の日を迎え、方々から金を工面して勝負に臨む。壮絶な金の積み合いとトリックの応酬の果てに、森田は西条を下す。
第43話 - 第58話
ついに目標の5億円を突破した森田は、ふたたび銀二と合流する。次に銀二が狙うのは、日本でもトップクラスの企業グループ「誠京」の会長、蔵前仁。目的は蔵前が持つ政治家たちの借金の借用書を取り戻し、政治家を手駒にするため。そのためには、蔵前と直接ギャンブルで勝負し、500億円分勝つしかない。しかし逆に500億円分負ければ、銀二たちは蔵前の支配下に置かれることになる。
数あるギャンブルの種目のなかから、森田はあえて蔵前が得意とする麻雀を選ぶ。彼なりの作戦があってのことだったが、莫大な資金と巧みな勝負経験を持つ蔵前には通用せず、あっという間に危機に追いやられる。
茫然自失となった森田に、銀二は「飼われる前に死ね」とナイフを渡す。死ぬ覚悟を決めた森田の前に現れた銀二は、蔵前が持つ資産すべてを吹き飛ばすほどのある秘策を告げる。ぎりぎりの博打の結果、銀二たちは大勝利を得ることになる。
第59話 - 第64話
銀二より勝負の結果報告を受けた伊沢は次に、自身の持論である政治改正法案を通すための裏工作を依頼するが、銀二たちの工作が漏れ、法案は否決される。
そのことを危惧した土門から、伊沢がアメリカの銀行から一千億もの莫大な融資を受けていることを知った銀二は、この裏に秘められた真実を見抜く。後日、銀二・伊沢・土門の三者会談で、伊沢は事情を説明する。すべては政治資金を稼ぐための、伊沢の自作自演だったのだ。その後、伊沢とふたりきりになった銀二は自身の野望、すなわち日本全体の経済を支配する壮大な野望を語る。
第65話 - 第88話
銀二が伊沢と会っているあいだ、森田は銀二が受け取った、暗号とともに伝えられた手紙による救助の依頼のため、独立行動を取る。依頼をした人物は、日本有数の家電メーカー「カムイ」会長の神威秀峰。G県の中枢N市S市Y市を事実上統治する名家の神威家は、家長となる兄弟ひとりのみに全財産と権利を相続させる「家長権」により繁栄したが、権力が集中するためにあまりに強権的になり、秀峰の代で家長権を消滅させ、全員で平等に受け継ごうと考えた兄弟により、病院に軟禁されていた。
森田は秀峰が懇意にしている病院の看護婦・田中沙織と協力し、秀峰を救い出したあと、神威家が建設した開業前のホテルへ移動し、そこへ兄弟たちを集める。秀峰は兄弟たちに家長権の重大さを説くが、子飼いの暴力団の組員らを味方につけた兄弟たちにより、逆に危機に陥る。運よく逃げ出した森田は、沙織が兄弟側の人間であることを悟り、このままではふたりとも殺されると説得し、逆襲に転じる。
幾度とない苦難のすえに兄弟たちを組み伏せ、安全を確保した森田たちは無事帰還できるかと思われたが、そこに現れた侵入者により組員らが虐殺され、「神威家鏖」とのメッセージを伝えられる。敵対する暴力団組織の殺し屋かと騒ぐ兄弟たちに対し、秀峰は「鏖」は「みなごろし」と読み、つまり標的は神威家だと説明する。侵入者の正体は、能力が劣るゆえに家のなかで差別され、虐待を受けてきた神威家の四男と五男で、森田は死闘のなかで復讐に燃えるふたりをなんとか救おうとするが、結果的にふたりは殺され、元凶である秀峰らが生き残る。この件をきっかけに森田は裏の世界から抜けることを決意し、銀二たちとも袂を分かつことになる。
第89話 - 第108話
森田が抜けて1年後、銀二は土門から帝日銀行が不良債権処理のために用意した300億円が実際の債権処理には全く足りないという事情を聞き、倍に増やすことを提案し借り受ける。そこで日本中央優駿会の実権を握り5,000億にも上る巨大利権を得る民政党総裁の河野に目をつけ、相手の土俵である競馬のGIIレースを舞台に、双方が6頭を出して1着馬を出した方が勝ちとし、共に300億を賭けて1回限りの600億総取り方式で取り合おうと持ちかける。
そのために、銀二はふたたび競馬場で出会った新たな相棒・川松良平を仲間に誘う。さらに優良馬や一流の騎手が河野陣営に奪われていくなか、銀二側は最強の騎手である岡部とその一派を味方に引き入れることに成功する。
厩務員などへの裏工作も着々と進行し、勝負の勝ち目が見えてきたかと思った矢先、河野側に工作が漏れ、水泡に帰す。しかし、銀二は落ち着いたまま、「本当の仕掛けは別」と話す。そして決着の日、銀二の策は河野の予想を上回り、鼻の差で銀二陣営の勝利に終わる。銀二は今回をもって引退するつもりでいたが、辛勝であったことで「勝ち逃げ」を許さないという何者かの意思を感じ取り、近い将来の敗北を予感しつつ、最後まで戦いつづけることを決意する。

## 登場人物

### 銀二のグループ
平井 銀二（ひらい ぎんじ）
本作品の主人公。「銀王」の異名を持つ裏社会のフィクサー。愛称は「銀さん」。あらゆる面で卓越した能力と、独自の人生哲学を持つ。森田を「条件」に当てはまる男として裏社会に引き込み、その才能と成長に期待する。悪魔じみた思考で弱者や悪党から金を搾り取るが、「巨悪を征するのはそれより大きな巨悪」という思想を持ち、伊沢を始めとする有力な政治家を使って国の経済界を支配することを最大の野望としている。
森田を後継者として成長させていく過程で彼に多大な信頼を抱くようになるが、彼が銀二との別れを決意したことで「自分の中の何かを失った」と思い引退を決意していた。しかし、河野との競馬勝負での辛勝が「何者かが自分を引きとめた」と感じ、破滅の時まで戦い続けることを宣言する。継続を決意するものの、自分が敗れるのは次かその次だと直感し、物語は幕を閉じる。
ドラマ版においては、森田と別れたあとに上記同様、近いうちに敗れると感じていたと語るが、森田が敵として対峙する時まで負けられないと仲間に告げる。
福本初期の短編「銀ヤンマ」に同姓同名の「平井銀次」というキャラクターが登場する。口調や顔つきは似ているものの、まったく別のキャラクターである。
森田 鉄雄（もりた てつお）
声 - 池田秀一（ポーカーチェイス）
本作品のもうひとりの主人公。ただのギャンブル中毒の素寒貧だったが、競馬場で平井銀二に声をかけられたことをきっかけに、悪党たちが金を握る裏世界で生きる決意をする。相手の虚を天才的に見抜いて勝ちぬく鋭さを持つ一方、銀二たちにはない損得抜きの行動原理で動くこともあり、強運の持ち主でもある。銀二の悪党ぶりと金を手にすることの天才的な才能に憧れて、銀を超える「金（キン）」と呼ばれる人間になりたいという志を抱く。
数々の戦いのなかで、悪党として生き抜く決意や勝つために命を捨てる覚悟を固め成長していくが、神威家を巡る戦いで、その境遇ゆえに救い出したいと願った勝広と邦男を救えず、結果的にすべての元凶である秀峰の得となる結果になったことから、「自分たちのすることで得をするのは悪党だけ」と思いつめるに至り、裏の仕事から足を洗うことを決意し、銀二と袂を分かつ。
ドラマ版では「誠京麻雀」戦後、銀二との対決を求めるために独立し、原作と異なり引退はせず、3年後に銀二と再会し勝負に挑むところで終わる。
安田 巌（やすだ いわお）
警視庁OB。加入当初の森田を世話していた。メンバーのなかでは比較的出番が多く、特に森田を信用している描写が多い。ポーカー戦では森田の外ウマに乗る。
巽 有三（たつみ ゆうぞう）
元新聞記者。かつての経験を生かし、情報収集によって銀二をサポートする。つねにサングラスを掛けており、最終話のホテルで眠るシーン以外に素顔を晒す場面はない。
船田 正志（ふなだ まさし）
東京地検特捜部に所属していた元検事で、経歴をもとに企業を相手にしているブローカー。登場シーンは少なく、台詞もほとんどない。一方内村から「船田先生」と呼ばれる、松沼が船田の経歴を知っており存在を恐れるなど業界での知名度は高い。
川松 良平（かわまつ りょうへい）
競馬勝負から仲間に加わる若者。森田と同じくギャンブルに染まっており、400万円の借金を背負っていた。見た目が標的の河野洋一の四男とよく似ていたことで、銀二は秘策を思いつき、作戦を実行に移す。
自ら考えて動く場面はなく、もっぱら銀二からの指示を受けるだけで「森田ほどの器量はない」「今回（競馬勝負）限り」と言われるが、ラストの場面でも銀二と別れるような様子はない。

### その他
土門 猛（どもん たける）
帝日銀行頭取。銀二たちに癒着の現場を押さえられる。その癒着は娘の結婚相手である国会議員の海堂を支援したいという親切心からだった。当初は敵対するも銀二に説得され、以降は互いに信頼を置きあい有力な協力者となる。
基本的には人当たりのいい人物であり、森田の策で所有していたセザンヌの名画を奪われたあとも銀二の説得もあり目をつぶる。のちに森田がセザンヌで得た金を報酬として差し出されると、森田の力量を金で受け取るのはもったいないとし、いつか借りを返して欲しいと断る。
伊沢 敦志（いざわ あつし）
自由民政党最大派閥・竹本会のナンバー2。銀二たちを救うため森田から力添えを頼まれ、最後にうまく騙されるものの、その堂々とした態度に感心し、銀二たちと協力しあう。離党し、55年体制を崩壊へと導いたあと、選挙制度改正を利用して銀二さえも手玉に取る計算高さを見せる。
梅谷 哲（うめや てつ）
ホテルや不動産事業を全国展開する丸宝総業グループのトップ。
不細工な顔に劣等感を持っており、それゆえに金を持たなければ自分など「サル」だと自覚し、金の力を信じて成り上がった。しかし株の仕手戦で資産のほとんどをつぎ込み、破産しかけたときに、銀二が助け舟を出して役を降りる。銀二が捕まったあとには、以前に縁があった伊沢を森田に紹介する。
森田の実力と運を信頼し、仕手戦のあともたびたび仕事を紹介し、ポーカー勝負の直前の会合にも駆けつける。
内村 健二（うちむら けんじ）
帝日銀行池袋支店融資課長。不正融資を行っていたことから懲戒解雇寸前の状況だったが、船田及び銀二との取引により帝日銀行と丸双不動産との取引記録を取得し提供する。その後土門らの秘密会合に乗り込む場面にも参加し途中で銀二らと共に拘束されるが、その後は登場していない。
有賀 研二（ありが けんじ）
関東一円の1都6県で7件の連続殺人事件を起こし、生きたまま体を切り刻むなどの凶悪さで世間を震撼させた殺人犯。逃亡中に偶然暴力団組員が捕らえ、警察と取引されることになっていたが、軟禁中に隙を見て武器を奪い、逃亡を図る。しかし森田に「弱者しか相手にできない」と指摘される。逃亡したと見せかけて森田の背後から襲い掛かるが、銀二が駆けつけ取り押さえられる。
中条 明夫（なかじょう あきお）
画商。不景気の煽りで経営はうまくいっていない。若いころはある美術館で観たセザンヌに心打たれ、画家を目指した純朴な青年だったが、長年商売で暗部を覗いたため、その心は歪んでいる。森田の仕掛けた勝負「金の橋」では、最後は自分自身の心に負けて破滅し、心神耗弱状態となり、川田の操り人形となる。
本名は作中で描写されている名刺に記されている。実写版では「中島」という名字に変更されている。
川田 三成（かわた みつなり）
詐欺師。中条のクラブで法外な料金をふっかけられそうになっていた森田に対し、手を差し伸べる。その後、報酬を折半する約束で森田の計画に乗り、スペインのシンジケートから贋作を仕入れるなどの手助けをする。分け前をもらったあと、ふたたび森田の前に現れ、某企業の株価に関する情報を漏らすが、直後その企業に起こったある事件が川田自身による犯罪であったために森田の怒りを買い、道を決定的に違える。しかし、最後に見せた涙に森田は川田の良心の呵責を感じ取る。
伊藤 美緒（いとう みお）
森田が通っていた喫茶店のウェイトレス。西条との勝負のきっかけとなる。森田を気に入り、決着後は交際を申し込むが断られる。
西条 進也（さいじょう しんや）
一流企業である西条建設社長の次男。不動産会社社長の長男・有田と薬品会社社長の長男・岡部とつるみ、ポーカーで不正行為を使って若い女性と勝負し、金と身体をほしいままにしていた。初めて自分よりも力を持つ森田に出会い、復讐を誓って信用金庫の支店長・松沼に多額の資金を用意させるなど周到に準備を進め対決に挑む。しかし金のプレッシャーに負け、さらに森田の西条たちの裏を取った巧妙なトリックの前に敗れる。その後残った金を元にして蔵前と麻雀で勝負するが、今度は逆に自分の手とともに破滅する。敗北で背負った債務は父親に肩代わりしてもらうよう手配される。
蔵前 仁（くらまえ ひとし）
一代でのし上がった巨大グループ「誠京」の会長で、巨万の富を持つ老人。
政治家を招いたギャンブルパーティーを開き、客が勝てば支払い、負けても低金利の借用書で済ませた上、政策などで見返りをよこした者からは請求しないという方法で政治権力と癒着する。
その一方、支払いのできない人間には「飼育」と称して、文字通り「死ぬまで」檻に閉じ込め（食事は与えるが衣類や外からの情報は時刻も含めて一切よこさない）、食事と排泄以外何もさせてもらえない状況（稀にアダルトビデオを檻の前で上映して猛烈に依存させたり等する）で人間としての尊厳を崩壊させ獣のように堕していく様子を酒を嗜みながら眺めるのが何よりの愉悦という、狂気の思考を持っている。森田・銀二と特殊麻雀「誠京麻雀」で対決し、怪物じみたギャンブルの腕と豊富な資金で序盤は圧倒するが、最後は銀二が考え出した一発逆転の手段を森田が成功させ生み出した圧力の前に屈する。
その資産は3兆円を超えると説明されるが、あくまで企業としての資産であり、本人が自由にできる資金は限界でも1500億円とされる。
神威 秀峰（かむい ひでみね）
神威家の七代目家長。85歳。一族に伝わる前時代的なしきたりにより、兄弟同士で争うように強いてきており、結果凄惨な復讐劇を生むことになる。自身と神威家のためなら息子たちを殺すことも厭わない狂気を持つ。
名前の由来は当時福本のアシスタントであった佐藤秀峰から。
神威 勝輝（かむい かつてる）
神威家の長男で衆議院議員。兄弟たちを競わせ争わされてきた家長権に辟易し秀峰ともども葬り去ろうとする。他の兄弟たちとは違い、狡猾なリーダー格。森田の考えたトリックによって背後から不意をつかれ敗北する。四男の勝広は「秀峰と瓜二つの芯からの悪党」と評する。
神威 勝信（かむい かつのぶ）
神威家の次男でG県の県知事。気が弱く、自分の保身しか考えていない。勝輝や勝幸と違い、その精神はまだ常人の域にある。兄たちのなかで勝信のみ、過去に勝広をいじめていた描写がない。勝広も勝信個人に明確な敵意は見せず、最後まで殺さずに事件の後始末をさせる計画になっていた。
神威 勝幸（かむい かつゆき）
神威家の三男で一大家電メーカー「カムイ」社長。大学受験に失敗した際、勝広とともに家出をしたことがあることから、勝広には兄弟のなかの生き残りにしてやると言われるが、家出が終わったあとに勝広を冷たくあしらっていたため実際には憎まれていた。背を向けた勝広の隙を突いて襲いかかるが射殺される。
神威 勝広（かむい かつひろ）
神威家の四男。出来が悪く家庭内で20数年にわたり異様なまでの差別を受けてきた。邦男とともに秀峰と兄達への復讐を企てる。
ショットガンや小銃などでフル装備して松井組の組員を皆殺しにし、一時は神威家や森田たちを捕らえる。しかし、森田の抵抗に遭って左腕を負傷し、さらに森田を殺そうとした際に邦男が森田を背後から抑えたことで、銃弾が邦男に当たる可能性を考え撃てずにいた隙を突かれ、秀峰に喉を刺され死亡する。
吉住 邦男（よしずみ　くにお）
周囲には秘密にされていた、上記の兄弟とは腹違いの神威家の五男。脳に軽度の障害を持っていたため、幼い頃から監禁・虐待され学校にも行けず、下男のような暮らしをしている。母親と勝広以外には愛情を受けてこなかった。
心優しい性格だが、母親以外に唯一自分に優しく接した勝広を慕い、ともに神威家への復讐を決意する。勝広が殺されたあとは怒りで痛みを忘れ、素手でその場を制圧し、さらに神威親子を窓から落として殺そうとするが、森田の説得に一瞬心が揺らいだ間に秀峰に喉を撃たれたあと、「差別された」と残し、息を引き取る。
田中 沙織（たなか さおり）
病院に監禁された秀峰の担当看護婦。秀峰救出作戦での森田の相棒となり、その主導権を握るが、裏では神威兄弟と手を組んでおり、秀峰を誘い出す役だった。それを見破った森田に用が済んだら消されることを告げられ、目を覚ましてからは森田のサポートにまわり、最終的に生き残る。事件後には森田の入院先を見舞い、引退を決意した森田を励ます。
岡部 幸範（おかべ ゆきのり）
前人未到の2000勝の勝ち星をあげる日本最強騎手。金と権力にものを言わせる河野に反感を抱いているが、当初は河野との無謀としか見えない勝負を止めようとする。銀二の説得に共鳴しその陣営に味方する。
河野 洋一（こうの よういち）
民政党の総裁で、農産族のボス。次の内閣総理大臣の座を狙い、銀二との競馬勝負に乗る。自身が牛耳を執る競馬界での権力ですべてにおいて勝負を有利に進めていくが、銀二の策略により敗北する。

## オリジナルギャンブル
金の橋
森田と中条が行なうギャンブル勝負。中条が本物のセザンヌの絵（「ジャ・ド・ブッファンの眺め」）・プロが描いた贋作・三流の画家が描いた贋作の3枚のうちの本物を当てるというもの。持ってきた金を使って絵までの距離を買うことができる。
部屋を薄暗くし、3枚の絵のうち1枚は隠す。最初は5メートル離れた位置から100万円につき1cm近づける。中条が用意した資金は4億円。その札束を並べて上に乗り進んでいき、床に足を着いたら失格。特例として、一時的にではあるが5000万を支払って照明を斜め上から当てることが認められる。
誠京麻雀
蔵前が行なっている特殊麻雀。基本的なルールは通常どおりだが、蔵前の思想から多額の金を投資できる者が有利になっている。不正行為は原則的に（後述）禁止されているが、コンビ打ちはあるていど黙認される。
開始時に蔵前が指定した金額を借り、それを賭ける。これは挑戦者が一生かかっても払えない額、いわばその人物の「買い取り金額」をあらかじめ指定してあるため、負けた場合は生殺与奪の全てを蔵前に握られることになる。（西条は15億＋持ち込み11億、銀二達は銀二400億、巽・安田40億ずつ、森田20億の計500億）
場代として牌をツモるごとに供託金を支払い、卓の下に設置された箱へ入れていく（箱が一杯になれば、現金の代わりに同額分のチップを入れる）。供託金は一局ごとに100万から始まり、親はツモ順が巡って来た時に倍々に上げられる権利を持つ。供託金を払いたくない場合は「降り」を宣言し、その局の投資を止められるが、以後は全てツモ切りしなければならないため、他者へ放銃する危険性が高くなる。なお、親は降りても場代のアップ権は維持される。
ツモった牌が気に入らなければ、場代の3倍を支払って隣の牌をツモり直せる。隣の牌から元の牌への変更と降りたあとは不可。
役満を振り込んだ場合、変動相場制の役満祝儀が発生する（場代が400万・供託金が12億の場合は0.4×12億で4億8000万円）。相手側にツモられた場合も祝儀を支払うという台詞があるが、どの程度支払うのかはっきりしていない。
そのほかにも、相応の金を出したうえで相手の合意を得ればある程度の不正は認められる。ただし既に捨ててある牌や見えている牌を拾ってくるような決定的な不正は当然認められない。ルール上支払う額が明確になっているのは二度ヅモのみであり、それ以外は相手との交渉が必要である。
半荘ごとにトップを取った者が場の供託金を総取りし、挑戦者が借りた金額と同額を得るか、どちらかの資金が尽きるまで続行する。途中退場や棄権はいっさい認められない。
300億サシ競馬
銀二と河野が行なう勝負。両陣営が6頭ずつ馬および付随する調教師や騎手などを用意し、一着馬を出した陣営を勝ちとする。単純に一番早くゴールした馬を一着とする。公式の降着・失格や不正はいっさい不問。

## 既刊一覧
- アクションコミックスピザッツ（双葉社） 全11巻

1. 1992年7月17日発売 銀と金 恐怖の財テク地獄変 (1) ISBN 4575818100
2. 1993年1月1日発売 銀と金 恐怖の財テク地獄変 (2) ISBN 4575818453
3. 1993年4月1日発売 銀と金 恐怖の財テク地獄変 (3) ISBN 457581864X
4. 1993年9月1日発売 銀と金 恐怖の財テク地獄変 (4) ISBN 4575818984
5. 1993年12月1日発売 銀と金 恐怖の財テク地獄変 (5) ISBN 4575819182
6. 1994年6月1日発売 銀と金 恐怖の財テク地獄変 (6) ISBN 4575819646
7. 1994年11月1日発売 銀と金 恐怖の財テク地獄変 (7) ISBN 4575820105
8. 1995年5月1日発売 銀と金 恐怖の財テク地獄変 (8) ISBN 4575820571
9. 1995年12月1日発売 銀と金 ハイリスク・ハイリターン!! (9) ISBN 4575821098
10. 1996年3月1日発売 銀と金 ハイリスク・ハイリターン!! (10) ISBN 4575821306
11. 1996年7月11日発売 銀と金 ハイリスク・ハイリターン!! (11) ISBN 4575821632

- 6Coinsアクションオリジナル（双葉社、コンビニコミック） 全5巻

1. 銀と金 闇の錬金術師 ISBN 4575991201
2. 銀と金 だましのテクニック ISBN 4575991236
3. 銀と金 逆転への爆薬 ISBN 4575991279
4. 銀と金 土壇場の陽動作戦 ISBN 4575991317
5. 銀と金 未曾有の賭け競馬 ISBN 457599135X

- 双葉文庫名作シリーズ 全8巻

1. 2005年12月1日発売 ISBN 4575725773
2. 2005年12月1日発売 ISBN 4575725781
3. 2006年1月1日発売 ISBN 4575725811
4. 2006年1月1日発売 ISBN 457572582X
5. 2006年2月1日発売 ISBN 4575725846
6. 2006年2月1日発売 ISBN 4575725854
7. 2006年3月1日発売 ISBN 4575725870
8. 2006年3月1日発売 ISBN 4575725889

- アクションコミックス （双葉社、新装版） 全10巻

1. 2014年7月28日発売 ISBN 978-4-5758-4460-3
2. 2014年7月28日発売 ISBN 978-4-5758-4461-0
3. 2014年8月28日発売 ISBN 978-4-5758-4475-7
4. 2014年9月27日発売 ISBN 978-4-5758-4495-5
5. 2014年10月28日発売 ISBN 978-4-5758-4516-7
6. 2014年11月28日発売 ISBN 978-4-5758-4541-9
7. 2014年12月27日発売 ISBN 978-4-5758-4555-6
8. 2015年1月27日発売 ISBN 978-4-5758-4567-9
9. 2015年2月27日発売 ISBN 978-4-5758-4581-5
10. 2015年3月27日発売 ISBN 978-4-5758-4601-0

## オリジナルビデオ
中条きよしが平井銀二役を演じるオリジナルビデオも販売された。第1巻 - 第5巻で森田鉄雄役に豊原功補、第6巻 - 第7巻で川松良平役に金子賢を起用している。
なお、第4巻では原作にあった描写に矛盾が生じているため、一部の展開が変更された。
- 闇金の帝王 銀と金 （1993年9月22日）
- 闇金の帝王 銀と金2 （1994年1月28日）
- 闇金の帝王 銀と金3 （1994年4月28日）
- 闇金の帝王 銀と金4 地獄の裏麻雀 （1995年6月2日）
- 闇金の帝王 銀と金5 相続殺人 （1996年4月5日）
- 闇金の帝王 銀と金6 戦慄の罠 （1997年1月1日）
- 闇金の帝王 銀と金7 裏競馬地獄 （1997年3月28日）

## パチンコ・パチスロ
- パチンコ：CR銀と金（2010年、マルホン工業）／CR銀と金2（2012年、マルホン工業）
- パチスロ：銀と金（2011年、タイヨーエレック） ／銀と金2 （2015年、タイヨーエレック）

## テレビドラマ
同名タイトルのテレビドラマが、2017年1月8日より3月26日まで、テレビ東京系のドラマ枠「土曜ドラマ24」で、毎週日曜の0:20 - 0:50（土曜深夜）に放送された。主演は池松壮亮。
全12話のうち、第1話から第3話は「株の仕手戦編」、第4話から第6話は「セザンヌ編」、第7話から第9話は「ポーカー編」、第10話から第12話は「麻雀編」の4部構成となる。
また、Amazonプライム・ビデオ限定で1話を7日から先行配信、テレビ東京では放送されなかった第13話「連続殺人鬼・有賀編」を同年3月26日より配信。
原作とは時代背景が大きく異なり、一部の設定などが時代に合わせ変更となっている。

### キャスト

#### レギュラー・準レギュラー
- 森田 鉄雄 - 池松壮亮
- 平井 銀二 - リリー・フランキー[7]
- 安田 巌 - マキタスポーツ[8]
- 巽 京子 - 臼田あさ美[8]
- 船田 正志 - 村上淳
- 土門 猛 - 大石吾朗（帝日銀行頭取）
- 伊沢 敦士 - 嶋田久作（自由民政党のナンバー2）[5]
- 海堂 正行 - 丸山智己（自由民政党議員）[5]
- 梅谷 哲 - ダンカン（ホテル経営者。仕手戦の本尊）[5]
- 三上 紗英 - 齋藤めぐみ（BAR FULLERの店員）

#### ゲスト
第1話 - 第3話
- 内村 健二 - 中村公隆（帝日銀行員）
- 丸石 修 - 羽場裕一（丸双不動産社長）
- 山村 奏輔 - 桜木健一（日本旭会）
- キャバ嬢 - 佐々木もよこ
- キャバ嬢 - 利麗
- 海堂の愛人- 小泉麻耶
- その他 - 八十田勇一、水野智則、嶋崎靖、鈴木理学、水原ゆき、森田京之介、坂本充広、三浦清光、山下メイ、高橋保行、本田祥康、中山大輔、藤田清二

第4話 - 第6話
- 青木美沙 - 鉢嶺杏奈（中島画廊の店員）
- 中島昭夫 - 佐野史郎（中島画廊の社長）
- その他 - 大地奏仁、三輪江一、峰修一、松田佳央理、花澤豊孝、渡辺万美、小倉遥、青木ゆり亜、下条麻菜、森田京之介、大地奏仁、松田佳央理

第7話 - 第12話
- 西条 達也 - 大東駿介（西条建設の御曹司）
- 伊藤 美緒 - 高月彩良
- 袋井 芳郎 - 林泰文
- 岡部 真人 - 大倉士門
- 有田 新一 - 坂口涼太郎
- 近藤 由香理 - 我妻三輪子
- 桐島 - 聡太郎（ディーラー）
- 三島 明穂 - 岸明日香（三輪浜商事OL）
- 蔵前 仁 - 柄本明
- 西島 - 益山貴司
- その他 - 藤井奈々、湯山大一郎、別紙慶一、細川慎二、飯尾久香、菅谷詩織、福本伸行、日向丈、牛尾元昭

### スタッフ
- 原作 - 福本伸行[4]
- 監督 - 古厩智之、中前勇児[4]
- 脚本 - 山岡潤平、根本ノンジ[4]
- 音楽 - 諸橋邦行
- 主題歌 - amazarashi「ヒーロー」（ソニーミュージックアソシエイテッドレコーズ）
- 制作協力 - 大映テレビ
- 製作著作 - テレビ東京

### 放送日程
| 各話     | 放送日  | ラテ欄                | 脚本       | 監督     |
| -------- | ------- | --------------------- | ---------- | -------- |
| 第01話   | 1月08日 | 最悪のマネーゲーム    | 山岡潤平   | 古厩智之 |
| 第02話   | 1月15日 | 悪VS悪の心理戦始まる  | 山岡潤平   | 古厩智之 |
| 第03話   | 1月22日 | 外道政治家との心理戦  | 山岡潤平   | 古厩智之 |
| 第04話   | 1月29日 | 7億騙し合いVS闇画商   | 根本ノンジ | 中前勇児 |
| 第05話   | 2月05日 | 6億の札束の橋を渡れ   | 根本ノンジ | 中前勇児 |
| 第06話   | 2月12日 | 決着! 7億の騙し合い   | 根本ノンジ | 中前勇児 |
| 第07話   | 2月19日 | 15億命賭けのポーカー  | 山岡潤平   | 古厩智之 |
| 第08話   | 2月26日 | 地獄の青天井ポーカー  | 山岡潤平   | 古厩智之 |
| 第09話   | 3月05日 | 決着! 地獄のポーカー  | 山岡潤平   | 古厩智之 |
| 第10話   | 3月12日 | 1ツモ1憶 最凶の麻雀   | 根本ノンジ | 古厩智之 |
| 第11話   | 3月19日 | 6000億麻雀 奇跡の一手 | 根本ノンジ | 古厩智之 |
| 最終話   | 3月26日 | 決着!! 6000億麻雀     | 根本ノンジ | 古厩智之 |
| 特別配信 | 3月26日 | 連続殺人鬼・有賀編    |            |          |

| テレビ東京系 土曜ドラマ24                                 | テレビ東京系 土曜ドラマ24         | テレビ東京系 土曜ドラマ24                      |
| 前番組                                                    | 番組名                            | 次番組                                         |
| --------------------------------------------------------- | --------------------------------- | ---------------------------------------------- |
| 潜入捜査アイドル・刑事ダンス （2016年10月9日 - 12月25日） | 銀と金 （2017年1月8日 - 3月26日） | マッサージ探偵ジョー （2017年4月9日 - 7月2日） |